# پلیموث باراکودا

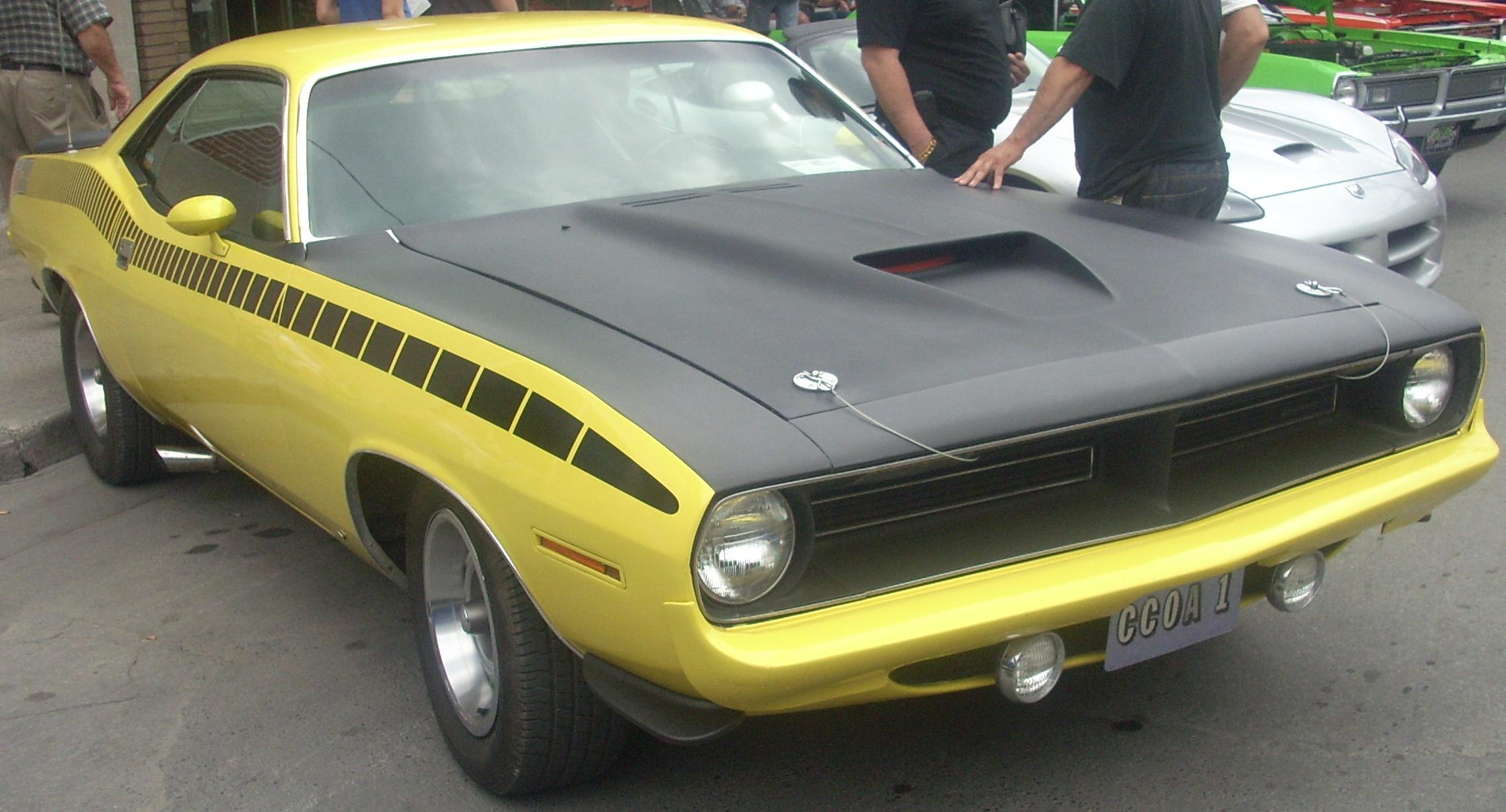

پلیموث باراکودا (به انگلیسی: Plymouth Barracuda) خودرویی است که توسط شرکت پلیموث در سال‌های ۱۹۶۴ تا ۱۹۷۴ تولید شده‌است. طراحی آن خودروهای موتور جلو-محور عقب بوده است. 